# BM Andromedae
Désignations
BM Andromedae (en abrégé BM And) est une étoile variable de type T Tauri de la constellation d'Andromède. Sa magnitude apparente varie de 11,63 à 14,02.

## Spectre
Le type spectral exact de l'étoile n'est pas encore connu. Différentes estimations donnent un type spectral compris entre F8ea et K5Vea, ce qui signifie qu'il y a un accord pour l'identifier comme une étoile de la séquence principale plus lumineuse que ce que laisserait suggérer son type, et avec des raies d'émission plus fortes que la normale, une classification typique pour les jeunes étoiles qui sont proches de la phase de la séquence principale. L'étoile est toujours en accrétion, et environ 0,23 à 5,5 L☉ de sa luminosité totale est alimentée par l'accrétion.
Les indices de couleur varient avec la luminosité de l'étoile, mais le type spectral de BM Andromedae ne change pas avec la diminution de la luminosité. De fortes raies Hα dans les spectres sont le signe d'une enveloppe gazeuse, tandis qu'un excès infrarouge indique l'existence d'une enveloppe de poussière étendue.

## Système
BM Andromedae est un jeune objet stellaire entourée d'un nuage circumstellaire, une étape de l'évolution des protoétoiles vers la phase de la séquence principale. Le nuage est constitué d'une enveloppe gazeuse et d'une enveloppe de poussière étendue. Cette dernière peut atteindre une distance d'1 ua de l'étoile et est fortement aplatie et observée de côté. Les mesures de 2005 / 2006 ont montré un disque relativement compact, de 0,25 ua.
Il a également été constaté qu'il existe une corrélation entre le champ magnétique interstellaire local et la polarisation de la lumière émise par BM Andromedae. Ainsi, le champ magnétique aurait pu jouer un rôle dans la formation du système.

## Variabilité
En 1949, Balfour Whitney a annoncé que BM Andromedae (à l'époque, une étoile sans nom) est une étoile variable, en se basant sur 400 plaques photographiques prises de 1942 à 1949. Il a noté qu'elle variait rapidement et irrégulièrement, variant parfois d'une magnitude au cours d'une seule journée.
L'enveloppe bloque une fraction de la lumière émise par BM Andromedae, mais elle n'est pas uniforme, donc cette fraction est variable dans le temps. Cela explique à la fois la variabilité de la variabilité de la luminosité et celle des indices de couleur. Il a également été constaté que l'enveloppe de poussière polarise la lumière émise par BM Andromedae : plus la lumière est bloquée, plus la polarisation est forte. La couleur de l'étoile dépend de la luminosité, elle devient plus rouge lorsqu'elle devient moins lumineuse.